# Wesmaelius praenubilus
Wesmaelius praenubilus är en insektsart som först beskrevs av Fraser 1951.  Wesmaelius praenubilus ingår i släktet Wesmaelius och familjen florsländor. Inga underarter finns listade i Catalogue of Life.